# Аманатидис, Василис
Васи́лис Аманати́дис (греч. Βασίλης Αμανατίδης; род. 1970, Салоники, Греция) — греческий поэт, искусствовед, куратор.

## Биография и профессиональная деятельность
Вырос и живёт в Салониках (Греция), прошёл курс истории и археологии в Салоникском университете имени Аристотеля. Защитил кандидатскую диссертацию по истории искусств. Преподавал историю искусств в Школе драматического искусства Государственного театра Северной Греции, был куратором выставок в Центр современного искусства Государственного музея современного искусства г. Салоники. Автор ряда статей по вопросам литературы и изобразительного искусства.
Произведения Василиса Аманатидиса (поэзия, проза, драматические произведения, переводы, литературные рецензии и критика) публиковались в газетах и наиболее известных литературных и художественных журналах Греции.
Пьеса «Рукомойник» поставлена в театре г. Салоник в 2007 г.
Василис Аманатидис — участник ряда международных поэтических фестивалей, в том числе III Международного поэтического фестиваля в Стокгольме. Поэтический перформанс совместно с Евгением Никитиным был показан на открытии выставки «Сны разума. Графика Вагрича Бахчаняна», проведенной Stella Art Foundation Архивная копия от 24 июля 2009 на Wayback Machine в рамках программы 8-го Фестиваля визуальных искусств Action Field Kodra 08 (Салоники, сентябрь 2008). Участник поэтического проекта «Making Words» в рамках 53-й Венецианской биеннале.
Участник Московского поэтического клуба см..
Произведения Василиса Аманатидиса были переведены на 5 языков, вошли в антологии новогреческой и мировой поэзии и опубликованы в литературных и художественных журналах Великобритании, США, Канады, Швеции, Италии, России.

## Творчество
Для творчества Василиса Аманатидиса характерен своеобразный драматический интеллектуализм. Направленный как бы к себе, монолог незаметно превращается в диалог с читателем, требует включения читающего в действия автора, заставляет становиться соучастником самого процесса порождения стихотворения. Недаром Аманатидис блестящий перформансист. Важной стороной сюрреалистических текстов Аманатидиса является графика стихотворений. Зачастую само стихотворение уходит в сноски, примечания к «внешнему» тексту, обнажающему структуру стиха.
Характерное стихотворение Аманатидиса (из книги «Заяц и сельская местность», М., 2008. С.21):

САХАР
Мешаю
Мешаю
Мешаю
Мешаю
Мешаю
Мешаю
Мешаю
Мешаю
Мешаю
Мешаю
1. 
2. 
3. 
4. 
5. 
6. 
7. 
8. 
9. 
10. 

## Публикации
- Сборник стихотворений «Спальная комната — девять ночных притч». Греция, 1999.
- Сборник стихотворений «Ледяной дом». Греция, 2001.
- Сборник стихотворений «Тридцать три». Греция, 2003.
- Сборник стихотворений «Лето дома + шесть доказательств способностей». Греция, 2005.
- Сборник стихотворений «4-D: четырёхмерные стихи». Греция, 2006.
- Сборник рассказов «Не ешь меня». Греция, 2005.
- Сборник рассказов «Пес Харибды». Греция, 2008.

## Переводы
- На русском языке: Заяц и сельская местность. Стихотворения Василиса Аманатидиса. Пер. Олега Филиппова и Евгения Никитина. М.: Stella Art Foundation, 2008.
- На русском языке: Новоселье в сотах // Воздух. № 4. 2008. С.138-139. Архивная копия от 25 июля 2009 на Wayback Machine